# 1329
Il 1329 (MCCCXXIX in numeri romani) è un anno  del XIV secolo.

## Eventi
- 1º febbraio - Assedio di Medvėgalis: Durante la Crociata lituana, i Crociati dell'Ordine teutonico espugnano quattro fortezze lituane e tra esse Medvėgalis.
- Il cardinale Bertrando del Poggetto, rappresentante di papa Giovanni XXII per il territorio lombardo, ordina di mettere al rogo pubblicamente alcune copie del De Monarchia di Dante Alighieri.
- L'antipapa Niccolò V nomina pseudo arcivescovo di Pisa, Gherardo Orlandi, vescovo di Aleria.

## Nati
- 26 settembre - Anna di Baviera, sovrana tedesca († 1353)
- 22 novembre - Elisabetta di Meißen, nobile tedesca († 1375)
- 29 novembre - Giovanni I di Baviera, nobile tedesco († 1340)
- 11 dicembre - Ferdinando d'Aragona, marchese († 1363)
- Abu 'Inan Faris, sultano berbero († 1358)
- Lorenzo Acciaiuoli, nobile e militare italiano († 1353)
- Filippo II d'Angiò, principe italiano († 1374)
- Lazar Hrebeljanović, condottiero e santo serbo († 1389)
- Isabella de la Cerda, principessa († 1389)
- Niceforo II d'Epiro († 1359)
- Elisabetta di Baviera, nobile tedesca († 1402)

## Morti
- 21 gennaio - Enrico II di Meclemburgo, nobile tedesco
- 28 febbraio - Oscin di Corico
- 2 marzo - Giacomo Sciarra Colonna, cavaliere medievale italiano (n. 1270)
- 21 aprile - Federico IV di Lorena, duca francese (n. 1282)
- 31 maggio - Albertino Mussato, politico, letterato e drammaturgo italiano (n. 1261)
- 7 giugno - Roberto I di Scozia, re (n. 1274)
- 22 luglio - Cangrande I della Scala, condottiero italiano (n. 1291)
- 5 settembre - Marco I Visconti, politico e condottiero italiano
- 30 settembre - Khutughtu Khan, imperatore cinese (n. 1300)
- 4 novembre - Edoardo di Savoia, conte (n. 1284)
- 18 novembre - Alberghettino II Manfredi, condottiero italiano
- 27 novembre - Mahaut d'Artois, contessa (n. 1268)
- 30 novembre - Federico da Ratisbona, religioso tedesco
- Afonso Sanches, trovatore e poeta portoghese
- Uguccio Borromeo, vescovo cattolico italiano
- Eljigidey, condottiero mongolo
- Alisa d'Este, nobile italiana
- John de Menteith, nobile scozzese (n. 1275)
- Ubertino da Casale, predicatore e teologo italiano (n. 1259)
- Berardo I da Varano, condottiero e politico italiano

## Calendario
| Calendario 1329 | Calendario 1329 | Calendario 1329 | Calendario 1329 | Calendario 1329 | Calendario 1329 | Calendario 1329 | Calendario 1329 | Calendario 1329 | Calendario 1329 | Calendario 1329 | Calendario 1329 | Calendario 1329 | Calendario 1329 | Calendario 1329 | Calendario 1329 | Calendario 1329 | Calendario 1329 | Calendario 1329 | Calendario 1329 | Calendario 1329 | Calendario 1329 | Calendario 1329 | Calendario 1329 | Calendario 1329 | Calendario 1329 | Calendario 1329 | Calendario 1329 | Calendario 1329 | Calendario 1329 | Calendario 1329 | Calendario 1329 | Calendario 1329 |
| --------------- | --------------- | --------------- | --------------- | --------------- | --------------- | --------------- | --------------- | --------------- | --------------- | --------------- | --------------- | --------------- | --------------- | --------------- | --------------- | --------------- | --------------- | --------------- | --------------- | --------------- | --------------- | --------------- | --------------- | --------------- | --------------- | --------------- | --------------- | --------------- | --------------- | --------------- | --------------- | --------------- |
|                 | 1               | 2               | 3               | 4               | 5               | 6               | 7               | 8               | 9               | 10              | 11              | 12              | 13              | 14              | 15              | 16              | 17              | 18              | 19              | 20              | 21              | 22              | 23              | 24              | 25              | 26              | 27              | 28              | 29              | 30              | 31              |                 |
| Gennaio         | Do              | Lu              | Ma              | Me              | Gi              | Ve              | Sa              | Do              | Lu              | Ma              | Me              | Gi              | Ve              | Sa              | Do              | Lu              | Ma              | Me              | Gi              | Ve              | Sa              | Do              | Lu              | Ma              | Me              | Gi              | Ve              | Sa              | Do              | Lu              | Ma              |                 |
| Febbraio        | Me              | Gi              | Ve              | Sa              | Do              | Lu              | Ma              | Me              | Gi              | Ve              | Sa              | Do              | Lu              | Ma              | Me              | Gi              | Ve              | Sa              | Do              | Lu              | Ma              | Me              | Gi              | Ve              | Sa              | Do              | Lu              | Ma              |                 |                 |                 |                 |
| Marzo           | Me              | Gi              | Ve              | Sa              | Do              | Lu              | Ma              | Me              | Gi              | Ve              | Sa              | Do              | Lu              | Ma              | Me              | Gi              | Ve              | Sa              | Do              | Lu              | Ma              | Me              | Gi              | Ve              | Sa              | Do              | Lu              | Ma              | Me              | Gi              | Ve              |                 |
| Aprile          | Sa              | Do              | Lu              | Ma              | Me              | Gi              | Ve              | Sa              | Do              | Lu              | Ma              | Me              | Gi              | Ve              | Sa              | Do              | Lu              | Ma              | Me              | Gi              | Ve              | Sa              | Do              | Lu              | Ma              | Me              | Gi              | Ve              | Sa              | Do              |                 |                 |
| Maggio          | Lu              | Ma              | Me              | Gi              | Ve              | Sa              | Do              | Lu              | Ma              | Me              | Gi              | Ve              | Sa              | Do              | Lu              | Ma              | Me              | Gi              | Ve              | Sa              | Do              | Lu              | Ma              | Me              | Gi              | Ve              | Sa              | Do              | Lu              | Ma              | Me              |                 |
| Giugno          | Gi              | Ve              | Sa              | Do              | Lu              | Ma              | Me              | Gi              | Ve              | Sa              | Do              | Lu              | Ma              | Me              | Gi              | Ve              | Sa              | Do              | Lu              | Ma              | Me              | Gi              | Ve              | Sa              | Do              | Lu              | Ma              | Me              | Gi              | Ve              |                 |                 |
| Luglio          | Sa              | Do              | Lu              | Ma              | Me              | Gi              | Ve              | Sa              | Do              | Lu              | Ma              | Me              | Gi              | Ve              | Sa              | Do              | Lu              | Ma              | Me              | Gi              | Ve              | Sa              | Do              | Lu              | Ma              | Me              | Gi              | Ve              | Sa              | Do              | Lu              |                 |
| Agosto          | Ma              | Me              | Gi              | Ve              | Sa              | Do              | Lu              | Ma              | Me              | Gi              | Ve              | Sa              | Do              | Lu              | Ma              | Me              | Gi              | Ve              | Sa              | Do              | Lu              | Ma              | Me              | Gi              | Ve              | Sa              | Do              | Lu              | Ma              | Me              | Gi              |                 |
| Settembre       | Ve              | Sa              | Do              | Lu              | Ma              | Me              | Gi              | Ve              | Sa              | Do              | Lu              | Ma              | Me              | Gi              | Ve              | Sa              | Do              | Lu              | Ma              | Me              | Gi              | Ve              | Sa              | Do              | Lu              | Ma              | Me              | Gi              | Ve              | Sa              |                 |                 |
| Ottobre         | Do              | Lu              | Ma              | Me              | Gi              | Ve              | Sa              | Do              | Lu              | Ma              | Me              | Gi              | Ve              | Sa              | Do              | Lu              | Ma              | Me              | Gi              | Ve              | Sa              | Do              | Lu              | Ma              | Me              | Gi              | Ve              | Sa              | Do              | Lu              | Ma              |                 |
| Novembre        | Me              | Gi              | Ve              | Sa              | Do              | Lu              | Ma              | Me              | Gi              | Ve              | Sa              | Do              | Lu              | Ma              | Me              | Gi              | Ve              | Sa              | Do              | Lu              | Ma              | Me              | Gi              | Ve              | Sa              | Do              | Lu              | Ma              | Me              | Gi              |                 |                 |
| Dicembre        | Ve              | Sa              | Do              | Lu              | Ma              | Me              | Gi              | Ve              | Sa              | Do              | Lu              | Ma              | Me              | Gi              | Ve              | Sa              | Do              | Lu              | Ma              | Me              | Gi              | Ve              | Sa              | Do              | Lu              | Ma              | Me              | Gi              | Ve              | Sa              | Do              |                 |